# Флаг Приозерского района
Флаг муниципального образования Приозе́рский муниципальный район Ленинградской области Российской Федерации — опознавательно-правовой знак, служащий официальным символом муниципального образования.
Флаг утверждён 28 июня 2005 года решением Собрания представителей муниципального образования Приозерский район № 238. На официальном сайте муниципального образования Приозерский район приведено сразу два решения с одинаковыми реквизитами, но с различным описанием флага.
Второй вариант флага внесён в Государственный геральдический регистр Российской Федерации с присвоением регистрационного номера 1966.

## Первый вариант
Описание
«Флаг муниципального образования Приозерский район Ленинградской области представляет собой прямоугольное полотнище с отношением ширины к длине 2:3. Флаг стилизован под флаг Ленинградской области. На белом поле помещён герб города Приозерска утверждённый решением Собрания представителей № 54 от 18 декабря 1997 года и внесённый в Государственный геральдический регистр под порядковым № 223. В нижней части флага по всей длине расположены волнистые полосы синяя и красная (толщиной 1/6 от ширины полотнища) разделённые между собой белой полосой (толщиной 1/6 от ширины полотнища).
Оборотная сторона флага зеркально воспроизводит лицевую».
Обоснование символики
Красный цвет на флаге Приозерского района символизирует любовь к своей малой родине, великодушие, мужество, смелость и кровь, пролитую в сражениях за независимость нашей Родины.
Синий цвет символизирует честность в делах и поступках, верность общечеловеческим ценностям и указывает на большое количество рек и озёр на территории района.
Белый цвет символизирует чистоту помыслов, правдивость, благородство и откровенность в отношениях, надежду на светлое будущее района.
Герб города Приозерска, помещённый на флаг муниципального образования Приозерский район, представляет собой старинный герб города.
Геральдическое описание (блазон) герба города Приозерска гласит: «червлёный (красный) и лазоревый (синий, голубой), щит пересечён.
Вверху — две обращённые друг к другу отвлечённые руки в серебряных латах и с такими же мечами; внизу — обращённый влево серебряный журавль, держащий в лапе золотой камень».
Красный цвет — это символ храбрости, мужества и неустрашимости.
Синий цвет — символ красоты, мягкости, величия.
Герб города Приозерска символизирует историческое значение старинной новгородской крепости являвшейся с XIV века форпостом на западных русских границах. Верхняя часть означает территориальную принадлежность к Карелии, нижняя часть бдительность и готовность к защите рубежей Родины.

## Второй вариант
Описание
«Флаг муниципального образования Приозерский муниципальный район Ленинградской области представляет собой прямоугольное полотнище с отношением ширины к длине 2:3.
Оборотная сторона флага зеркально воспроизводит лицевую».
Обоснование символики
Символика флага повторяет символику герба муниципального образования Приозерский муниципальный район Ленинградской области: червлёный (красный) и лазоревый (синий, голубой), щит пересечён.
Вверху — две обращённые друг к другу отвлечённые руки в серебреных латах и с такими же мечами; внизу — обращённый влево серебреный журавль, держащий в лапе золотой камень.
Красный цвет — это символ храбрости, мужества и неустрашимости.
Синий — символ красоты, мягкости, величия.

## См. также

Флаги муниципальных образований Приозерского муниципального района
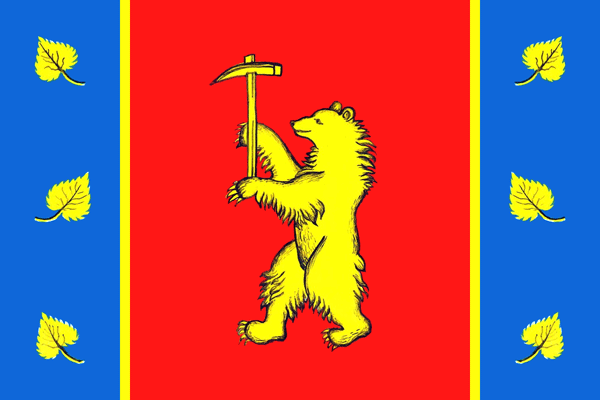
Флаг муниципального образования «Кузнечное»
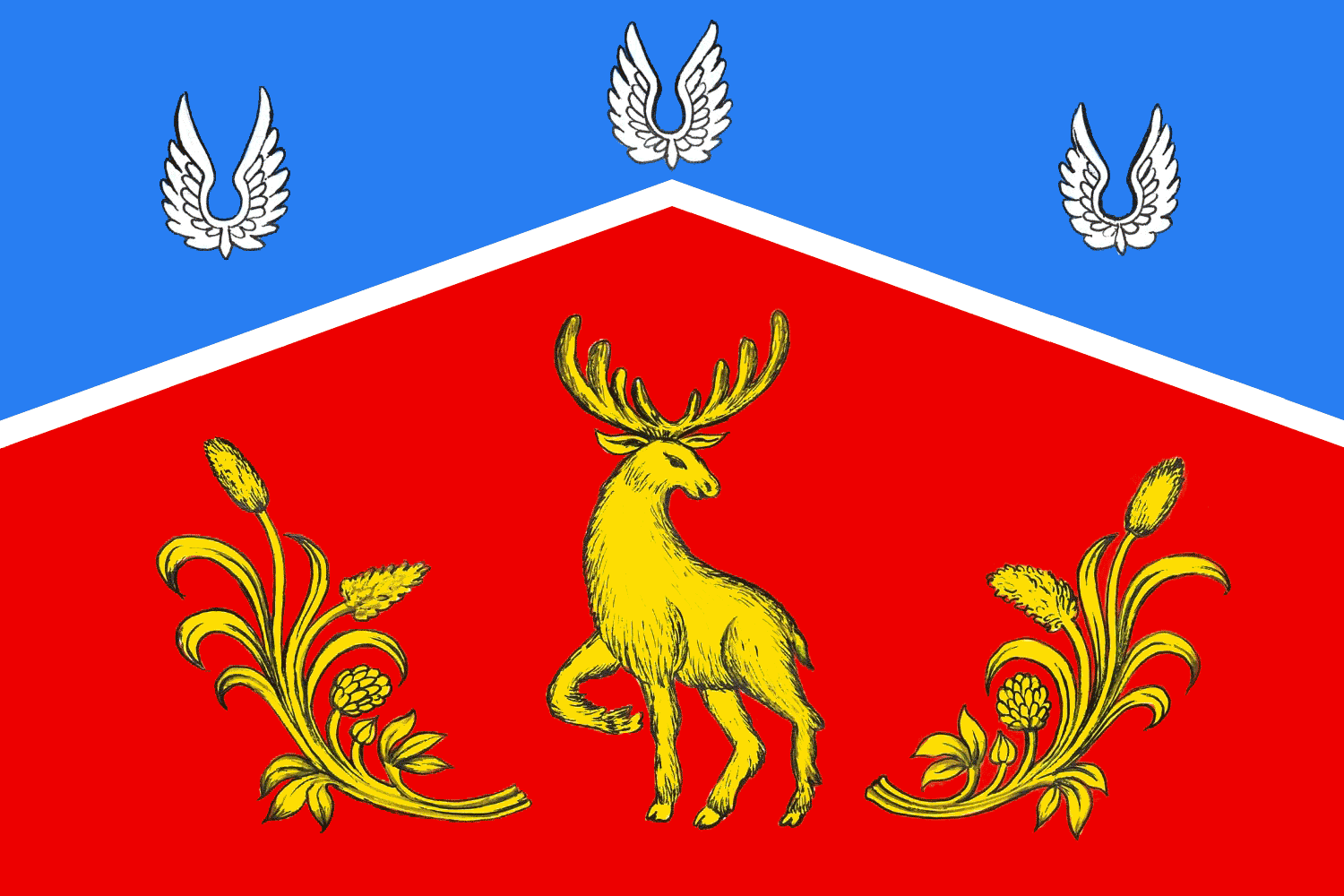
Флаг Громовского сельского поселения
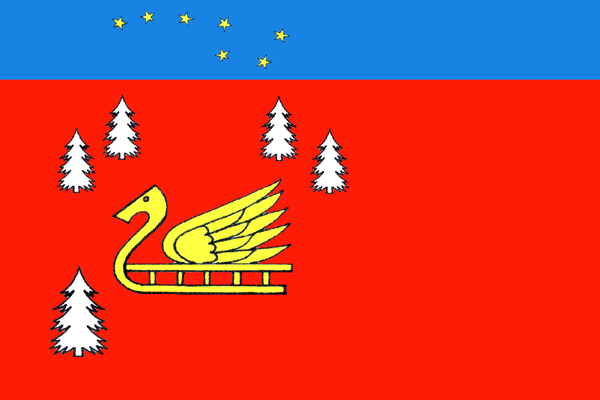
Флаг Красноозёрного сельского поселения
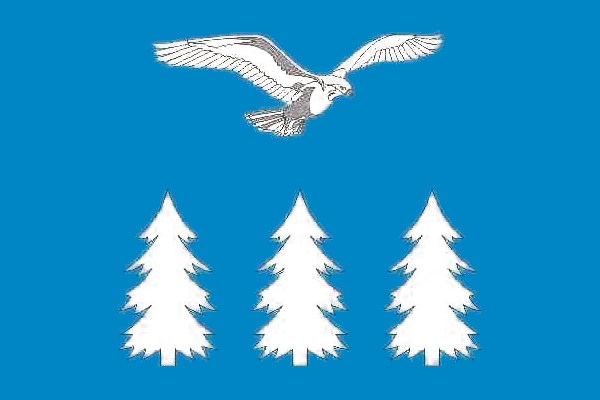
Флаг Ларионовского сельского поселения
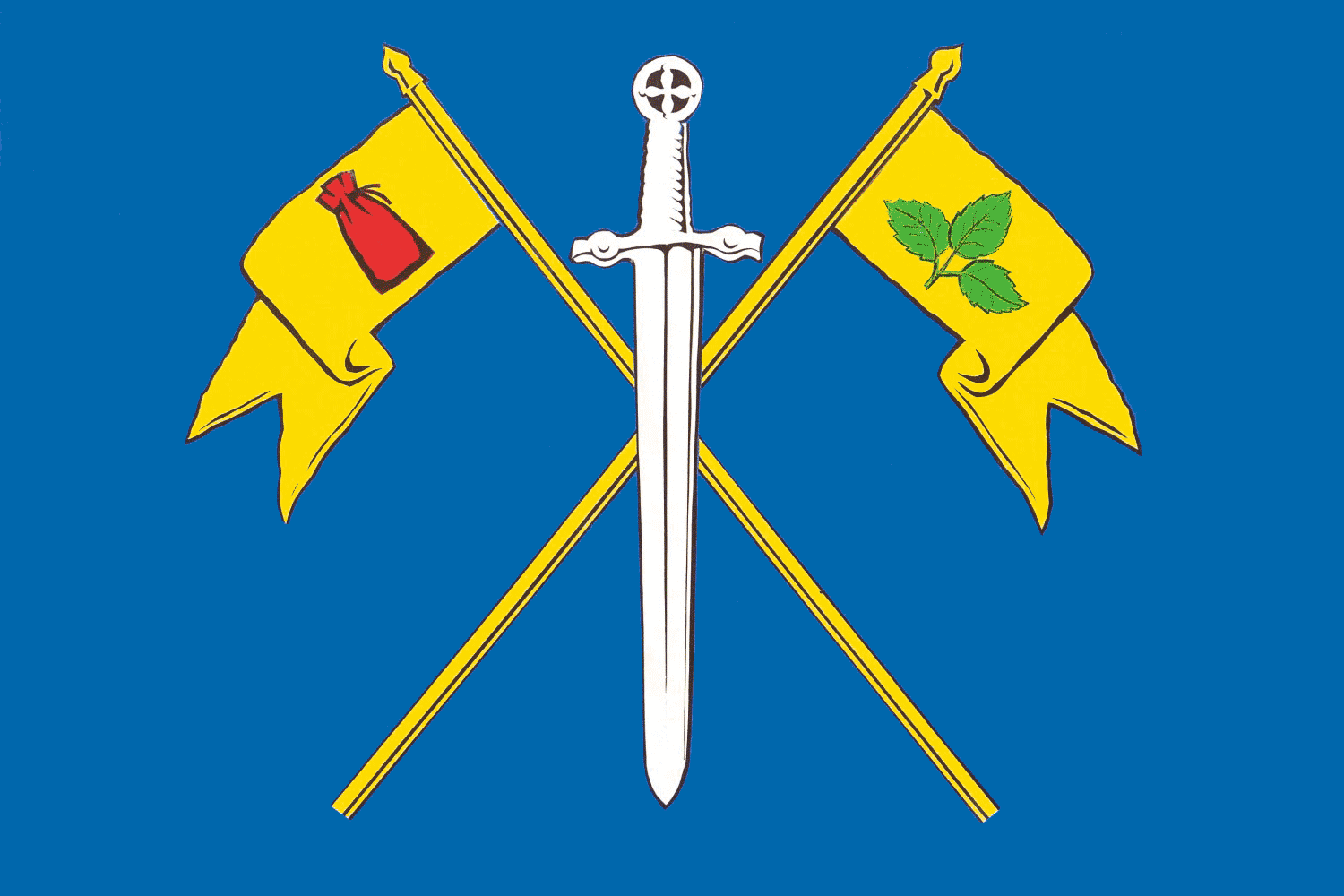
Флаг Мельниковского сельского поселения
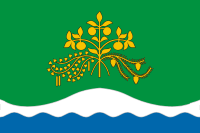
Флаг Мичуринского сельского поселения
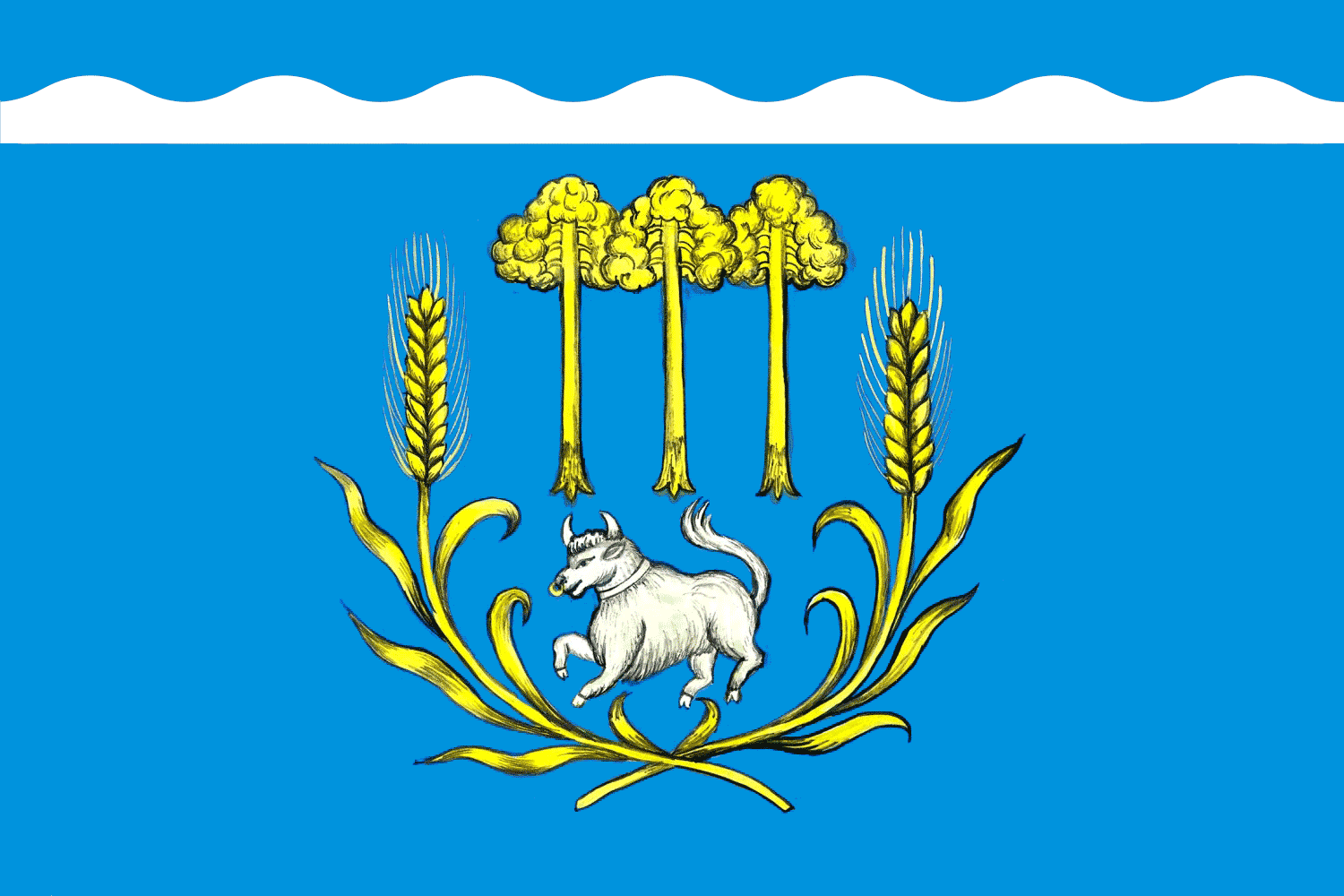
Флаг Петровского сельского поселения
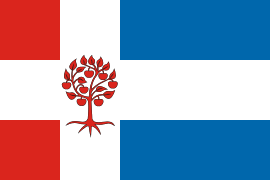
Флаг Плодовского сельского поселения
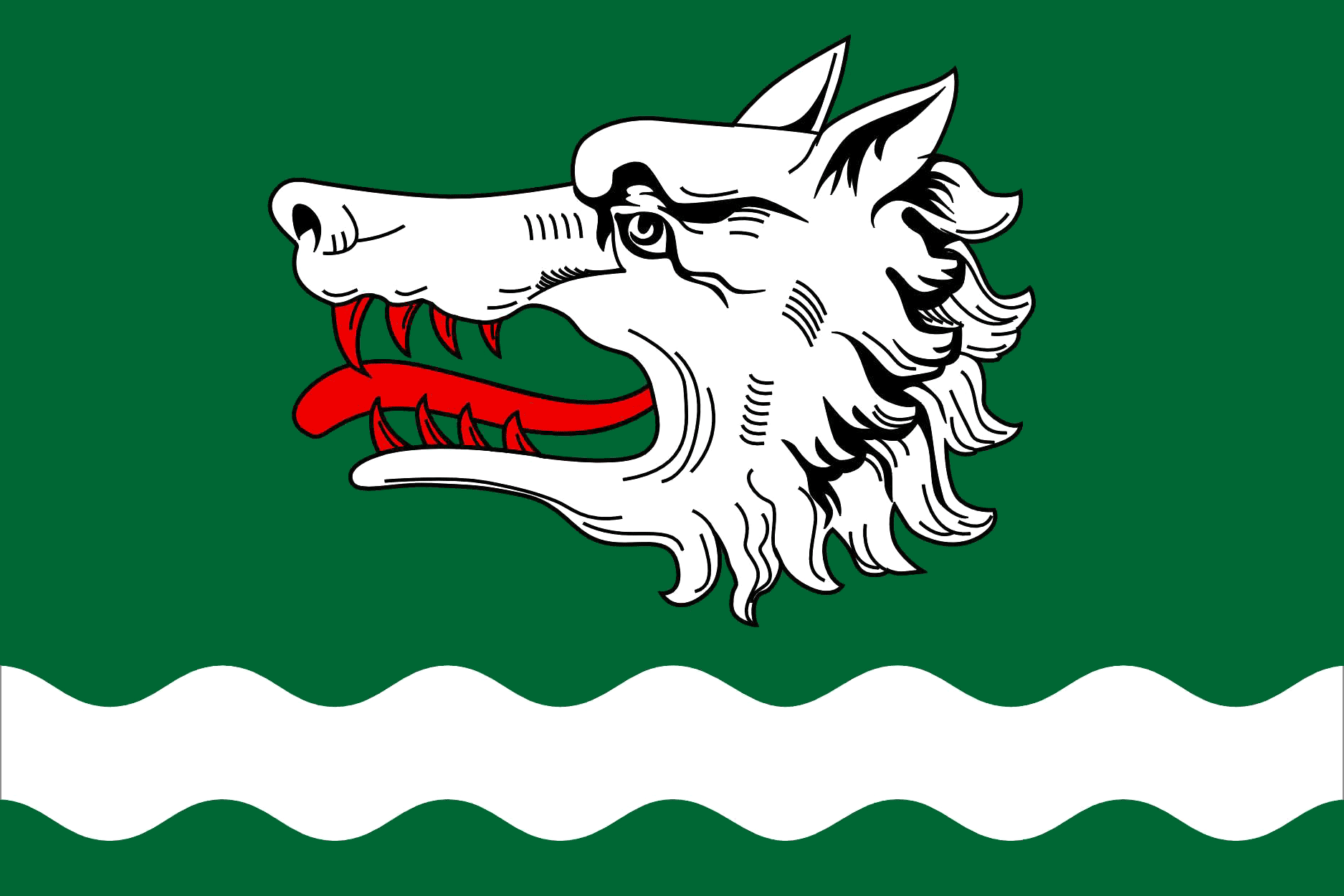
Флаг Раздольевского сельского поселения
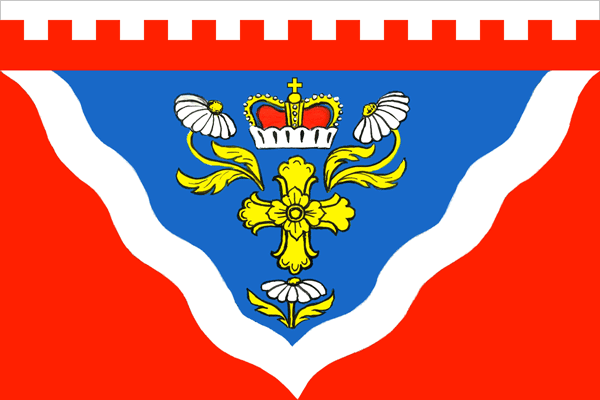
Флаг Ромашкинского сельского поселения
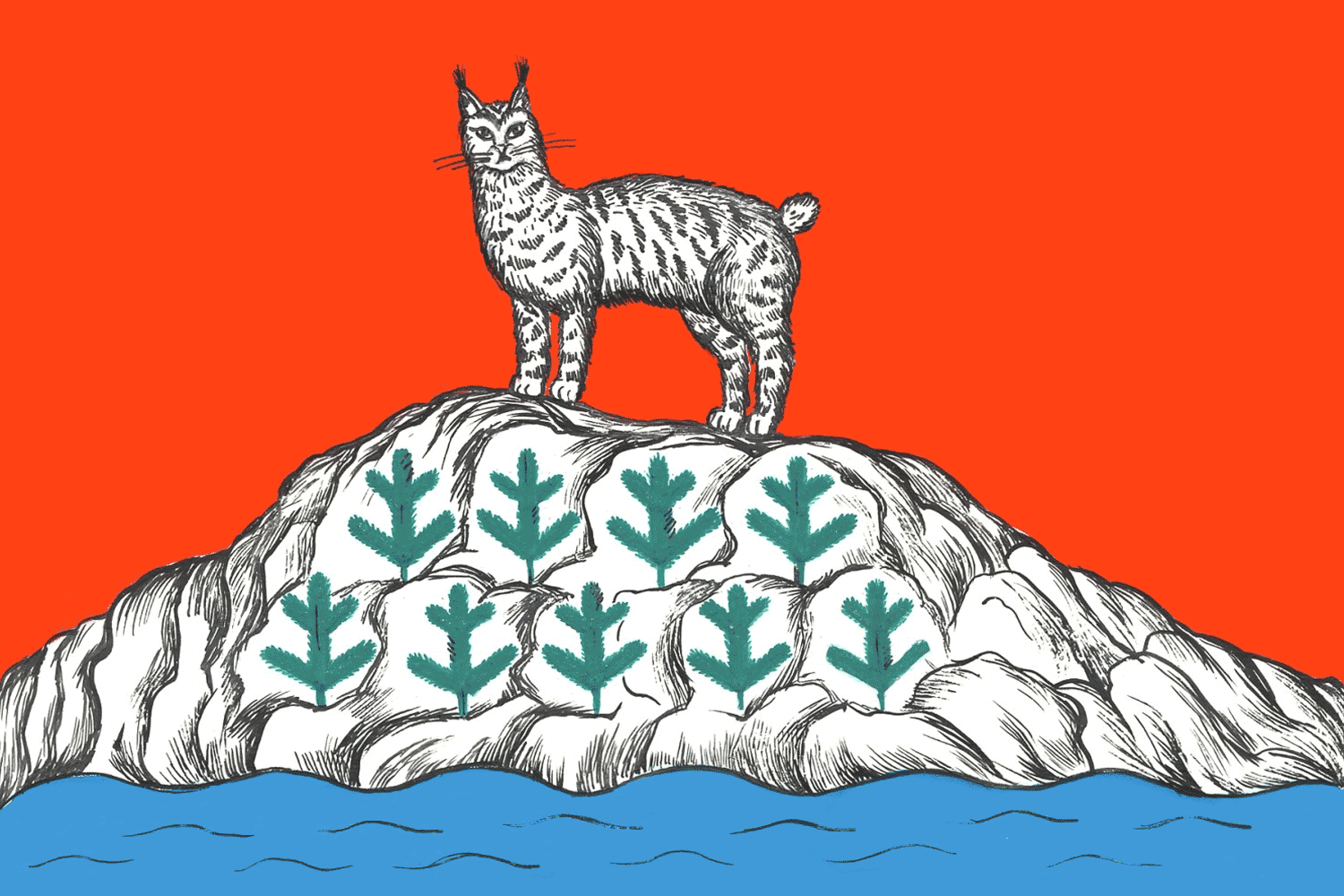
Флаг Севастьяновского сельского поселения
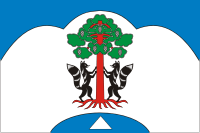
Флаг Сосновского сельского поселения